# Einstiegsdrogen-Hypothese
Die Bezeichnung Einstiegsdrogen-Hypothese oder Gateway-Hypothese (englisch gateway hypothesis, gateway drug theory, gateway effect, gateway drug effect, stepping-stone theory, escalation hypothesis oder progression hypothesis) ist Ausdruck der Frage, ob der Konsum einer Droge mit einer erhöhten Wahrscheinlichkeit für den Konsum weiterer anderer Drogen verknüpft ist. Nach einer Teilkomponente der Hypothese ist die zeitliche Abfolge des Erstkonsums verschiedener Drogen zum Teil ursächlich bedingt aufgrund von Prägung im Gehirn durch den Konsum der früheren Droge. Nach einer anderen Teilkomponente der Hypothese ist die zeitliche Abfolge auch erklärbar durch persönliche und soziale Faktoren, wie etwa genetische Veranlagung und Verkehrs- und Konsumformen der Drogen. Die wissenschaftliche Prüfung der Hypothese hat gesundheitspolitische Bedeutung im Bereich Aufklärung und Gesetzgebung.

## Geschichte
Denise Kandel, Professorin für soziomedizinische Wissenschaften in der Psychiatrie an der Columbia-Universität und Leiterin der Abteilung Epidemiologie von Substanzmissbrauch am New York State Psychiatric Institute, und Kollegen veröffentlichten seit 1975 die Ergebnisse mehrerer Längsschnittstudien zur zeitlichen Abfolge des Erstgebrauchs von Drogen. Diese und ähnliche Ergebnisse führten zu intensiven wissenschaftlichen und politischen Diskussionen über die möglichen Ursachen der beobachteten Trends. Hierbei haben sich die Schlagworte stepping-stone theory (wörtlich: Trittstein-Theorie) und gateway theory, (wörtlich Eintrittspforten-Theorie nach gateway to: englisch für Eintritt, Pforte, Tor) gebildet, und entsprechend im Deutschen die Verkürzung Einstiegsdroge.
Nach der Übersichtsarbeit von Hoch et al. (2015) bestehe zwar eine Korrelation, die Frage der Kausalität sei aber offen:

„Verschiedene Studien belegen einen Zusammenhang zwischen frühem, regelmäßigen Cannabisgebrauch und einem weiterführenden Konsum von anderen illegalen Drogen oder Alkohol. Dass Cannabis als Zugangssubstanz für den Gebrauch weiterer Substanzen fungiert („Gateway-Hypothese“) ist jedoch empirisch nicht belegt.“

2019 wurde in einer Übersichtsarbeit der Einstiegsdrogen-Effekt im Fall von Nikotin bei Heranwachsenden umfassend bestätigt:

“We present a large collection of clinical and preclinical evidence that adolescent nicotine exposure influences long-term molecular, biochemical, and functional changes in the brain that encourage subsequent drug abuse.”

„Wir präsentieren eine große Zusammenstellung von klinischen und vorklinischen Hinweisen, dass Nikotin bei Heranwachsenden langfristige molekulare, biochemische und funktionelle Veränderungen im Gehirn beeinflusst, die einen späteren Drogenmissbrauch ermutigen.“

## Zusammenhänge
Da man bei einer zeitlichen Abfolge nur auf die Möglichkeit – nicht aber auf die Tatsache – einer zugrundeliegenden kausalen (ursächlichen) Abfolge schließen kann, haben sich verschiedene Theorien zu möglichen Zusammenhängen entwickelt. In der wissenschaftlichen Diskussion standen bisher zwei Theorien im Vordergrund, die – sofern sie kombiniert werden – nahezu alle denkbaren kausalen Zusammenhänge abdecken. Es handelt sich um die Theorie der biologischen Prägung (im Gehirn) durch eine früher konsumierte Droge und um die Theorie einer drogenübergreifenden Motivationslage des Konsumenten. Untersucht wurden verschiedene Einstiegsdrogen. Eine Studie über den Drogengebrauch von ca. 14.500 Schülern der 12. Klasse zeigte, dass Alkoholkonsum mit einer erhöhten Wahrscheinlichkeit für den späteren Gebrauch von Nikotin, Cannabis und anderen illegalen Substanzen verbunden war.

### Hinweise auf biologische Prägung im Gehirn

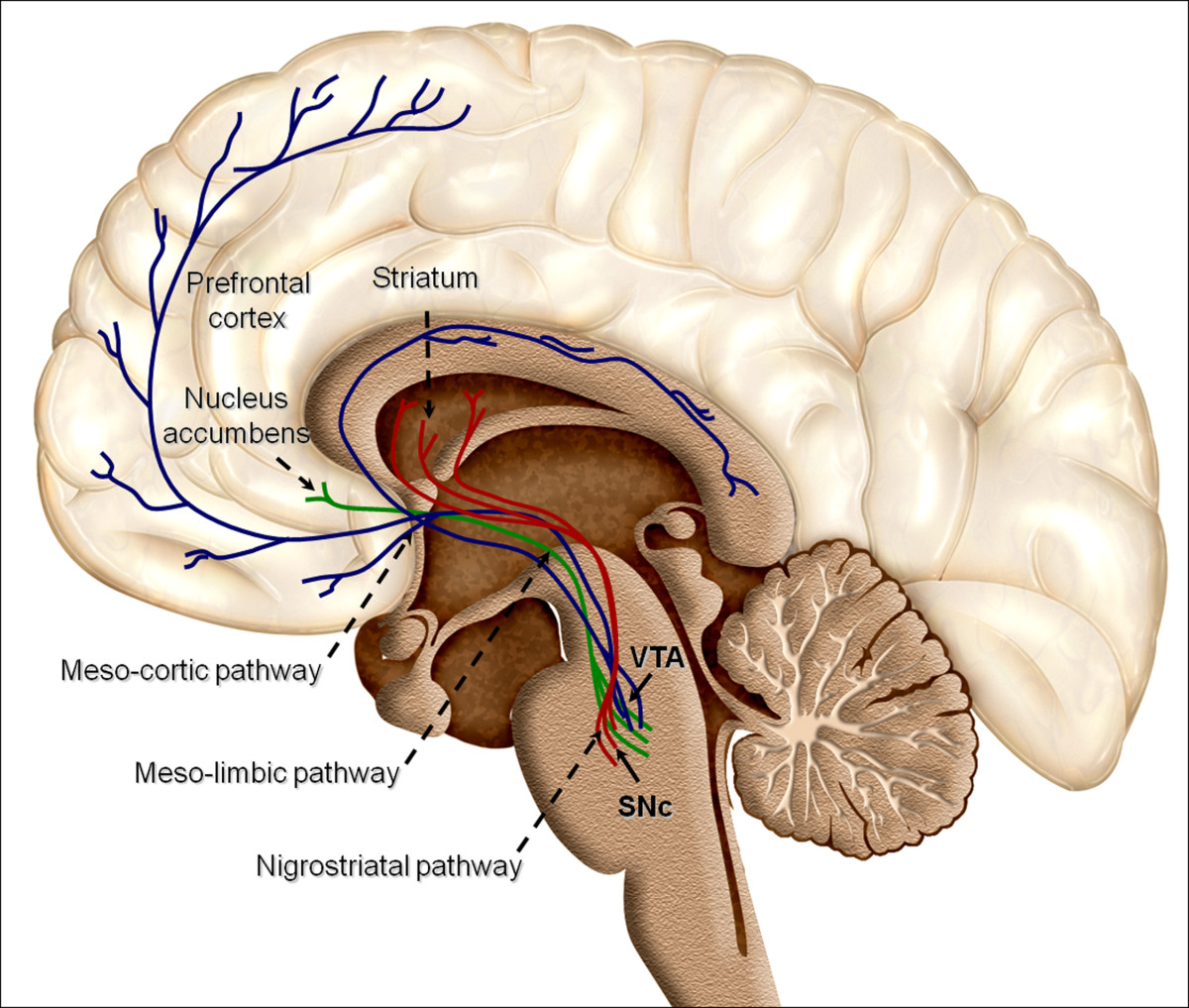
Übersicht über das Belohnungssystem des menschlichen Gehirns, dessen Sensitivierung durch den Konsum einer Droge die Neigung zur Einnahme anderer Drogen erhöhen kann. Der Kern des Systems ist der grün markierte Signalverkehr von der Area tegmentalis ventralis (VTA) zum Nucleus accumbens.

In Tierversuchen kann – im Vergleich zu klinischen Studien – relativ einfach festgestellt werden, ob der Konsum einer Droge die spätere Attraktivität einer anderen Droge erhöht. Die grundsätzliche Übertragbarkeit von Suchtverhalten bei Tieren auf den Menschen ist dadurch gegeben, dass das hier maßgebliche Belohnungssystem (mesolimbische System) der Säugetiere bei den verwendeten Labortieren und beim Menschen anatomisch und funktionell übereinstimmt (Homologie). Obwohl es von Seiten der Psychologie kritische Stimmen gibt, die die Übertragbarkeit von Tiermodellen bei Suchtverhalten auf den Menschen ganz prinzipiell (also nicht mit speziellem Fokus auf die Einstiegsdrogen-Hypothese) bezweifeln, halten die meisten Forscher an ihrer Verwendung fest, wobei die Notwendigkeit der kritischen Prüfung und der Weiterentwicklung der Versuche durchaus eingeräumt wird.
Bei Mäusen erhöhte Nikotin die Wahrscheinlichkeit von späterem Konsum von Kokain, und die Experimente ließen konkrete Schlüsse zu auf die zugrunde liegenden molekularbiologischen Veränderungen im Gehirn. Die biologische Prägung bei Mäusen entsprach den epidemiologischen Beobachtungen, dass Nikotin-Konsum beim Menschen gekoppelt ist an eine später erhöhte Wahrscheinlichkeit von Cannabis- und Kokain-Gebrauch.
Bei Ratten erhöhte Alkoholkonsum die Wahrscheinlichkeit einer späteren Abhängigkeit von Kokain, und erneut wurden hierfür maßgebliche Veränderungen im Belohnungssystem der Tiere identifiziert. Die biologische Prägung bei Ratten entsprach somit den epidemiologischen Beobachtungen, dass Alkoholkonsum beim Menschen gekoppelt ist an eine später erhöhte Wahrscheinlichkeit des Übergangs von Kokain-Konsum zu Kokain-Abhängigkeit.

### Persönliche und soziale Faktoren
Nach dem Konzept einer drogenübergreifenden Motivationslage des Konsumenten (common liability) gebe es mehrere persönliche und umweltbedingte Faktoren, die ein mögliches Interesse an Drogen in gleicher Weise für mehrere verschiedene Drogen beeinflussen könnten. Die Reihenfolge des Konsums verschiedener Drogen sei demnach von den gegebenen sozialen und wirtschaftlichen Bedingungen abhängig. Das Konzept wurde inzwischen gestützt durch eine umfassende Analyse, die einen genetischen Zusammenhang aufzeigte zwischen dem Vorkommen von Cannabiskonsum und dem Vorkommen von Zigarettenrauchen im Verlauf des Lebens einer Person.
Die Ergebnisse einer Zwillingsstudie lieferten jedoch starke Hinweise darauf, dass die Einflüsse von Erb- und Umwelt-Faktoren eher schwach – und möglicherweise nur für manche Drogen-Abfolgen – wirksam sind. Bei 219 gleichgeschlechtlichen niederländischen Zwillingspaaren hatte jeweils einer vor dem Alter von 18 Cannabis konsumiert, der andere jedoch nicht. Bei Ersteren war die Wahrscheinlichkeit des späteren Gebrauchs von „Party-Drogen“ um den Faktor 7 und des späteren Konsums von „harten Drogen“ um den Faktor 16 höher als bei den Zwillingspartnern, die vor dem Alter von 18 kein Cannabis konsumiert hatten. Die Autoren schlossen daraus, dass zumindest familiäre Einflüsse – sowohl genetischer als auch sozialer Art – die unterschiedlichen Abfolgen nicht erklären konnten.

## Folgen für Gesundheitspolitik
Wenn die drogenübergreifende Motivationslage des Konsumenten (common liability) die Hauptursache für den Konsum weiterer Drogen ist, wurde vorgeschlagen, bei Maßnahmen zur Risikobegrenzung – wie Information und Unterstützung persönlicher Entwicklung – eher die Ausgangslage von Personen als die besonderen Eigenschaften einzelner Drogen ins Zentrum der Politik stellen.
Wenn die biologische Prägung (im Gehirn) durch eine früher konsumierte Droge auch beim Menschen eine bedeutende Rolle spielt, ist eine ursächliche Wirkung dieser Droge gegeben. Als Maßnahme zur Risikobegrenzung wurde für diesen Fall vorgeschlagen, gezielt die Droge selbst ins Zentrum der Politik zu stellen, zum Beispiel durch Begrenzung der Zugänglichkeit – insbesondere für Personen im frühen Alter oder mit anderen Risiken.

## Zitate
„Als ich meine Forschungen durchführte, fand ich heraus, dass es einen bestimmten Ablauf bei jungen Personen zu geben schien, wenn sie an Drogen kommen. Sie starteten nicht mit Marijuana, sondern sie starteten mit den Drogen, die für Erwachsene legal in der Gesellschaft erhältlich sind, wie Bier, Wein, Zigaretten und andere Formen von Alkohol.“

### Wissenschaftliche Einführungen
- D. B. Kandel (Hrsg.): Stages and Pathways of Drug Involvement: Examining the Gateway Hypothesis, Cambridge University Press, 2002, ISBN 978-0-521-78969-1.
- Wayne Hall, Rosalie Liccardo Pacula: Is cannabis a gateway drug? In: Dieselben: Cannabis Use and Dependence. Public Health and Public Policy,  Cambridge University Press, Cambridge, UK, New York, USA, 2003, ISBN 978-0-521-80024-2, Kap. 10, S. 104–114.

### Allgemeinverständliche Einführung
- Mark A.R. Kleiman, Jonathan P. Caulkins, Angela Hawken: Is marijuana a „gateway drug“? In: Dieselben: Drugs and Drug Policy. What Everyone Needs to Know? Oxford University Press, 2011, ISBN 978-0-19-983138-8, Kap. 4, Frage 8, 3 Seiten.